# Zvláštní škola (film)
Zvláštní škola (orig. Lower Learning) je americká filmová komedie z roku 2008 režiséra Marka Laffertyho v hlavních rolích s Jasonem Biggsem a Evou Longoria Parker.

## Obsazení
| Jason Biggs         | Tom Willoman        |
| Eva Longoria Parker | Rebecca Seabrooková |
| Will Sasso          | Jesse Buchwald      |
| Rob Corddry         | Harper Billings     |
| Monica Potter       | Laura Buchwaldová   |
| Kyle Gass           | Decatur Doublewide  |
| Ed Helms            | Maurice             |
| Nat Faxon           | Turner Abernathy    |
| Zachary Gordon      | Frankie Fowler      |
| Patricia Belcher    | Colette Bamboo      |
| Sandy Martin        | Olympia Parpadelle  |